# Процес (роман)
Процес је роман Франца Кафке објављен постхумно, 1925. године. Франц Кафка је написао роман између 1914. и 1915. године, а постхумно објављен 26. априла 1925. године. Једно од његових најпознатијих дела, говори о Јозефу К., човеку који је ухапшен и одведен од стране неприступачног ауторитета, а природа његовог злочина није откривена ни њему ни читаоцу. Радња се одвија у једном недефинисаном европском граду, а време радње је 20. век.
Под великим утицајем дела Достојевског„Злочин и казна“ и Браћа Карамазови, Кафка је чак отишао толико далеко да је Достојевског назвао крвним сродником. Као и други Кафкини романи, Процес никада није завршен, мада садржи поглавље које чини да се прича намерно нагло доводи до краја.
После Кафкине смрти 1924. године, његов пријатељ и књижевни извршилац Макс Брод уредио је текст за објављивање у Verlag Die Schmiede. Оригинални рукопис се чува у Музеју модерне књижевности, Marbach am Neckar, Немачка. Први превод на енглески језик, ауторке Виле и Едвин Муир, објављен је 1937. године. 1999. књига је уврштена у Le Monde's 100 Books of the Century и као број 2 најбољих немачких романа двадесетог века.
Процес је и екранизован од стране редитеља Орсона Велса са Ентонијем Перкинсом у главној улози.

## Радња

### I
Јозеф К. био је банкарски службеник. И док је једног сасвим уобичајеног јутра чекао свој доручак који није долазио, одлучио је позвонити куварици, уместо доручка, на врата му долазе незнанци са саопштењем да је ухапшен. Јозеф инсистира са питањима не би ли сазнао зашто је ухапшен, али они одговарају да не знају ништа о томе и да су они само судски службеници.
Да ствар буде још компликованија, Јозефу је допуштено сваки дан да одлази на посао и наизглед се ништа у његовом животу не мења. Убрзо, добија саопштење телефоном да мора да дође на саслушање у недељу. Образложено му је да се ради о недељи како би могао и даље неометано обављати банкарски посао.
Јозеф одлази на место наводног саслушања и проналази зграду. Наизглед, ради се о сасвим стандардној стамбеној згради. Улази и хода степеницама тражећи комисију задужену за његово саслушање, али изговор му је да тражи столара Ланза. Не проналази ништа што би одговарало његовом опису, наилази само на много жена и деце, а ради се о сиромашним и запуштеним становима.
На задњем спрату покуца на врата и отвори му жена која проводи дан перући рубље. Одводи га кроз кућу и долазе до једне собе. Јозеф је схватио да се сада налази у дворани која је налик на судницу. Судија му говори да је закаснио на саслушање сат времена иако му нису рекли тачан сат када мора да се појави пред судом.
Судница је подељена у два дела, а публика у судници реагује мало у његову корист са одобравањем, а мало са подсмехом или ћутњом и муком. Јозеф се брани, али ускоро демонстративно одлази јер схвати да га нико не разуме и да ово нема смисла. Тада сазнају да је сам себи нашкодио јер је добио повластицу којом је могао да буде саслушан.

### II
Следеће недеље Јозеф одлучи да се непозван појави на суду. Долази у исту зграду и тамо поново среће младу жену тј. супругу судског послужитеља. Она му се нуди и говори му да је одведе јер је у потпуности под судском влашћу. Јозеф размишља како би то била добра освета према судског истражитељу. Но, потом долази млади и неугледни адвокат приправник, те говори жени да има налог судије и да мора да се појави код њега. Јозеф покушава да је одбрани, но она одбија његову помоћ и заједно нестају.
Тада стиже и судски послужитељ и поверава се Јозефу како га отпремају из куће и како мора да ради све ове безначајне послове, а и одводе му жену. Судски послужитељ проведе Јозефа зградом суда, а од мучне атмосфере коју је тада видео, смучи му се па се опоравља тек када је напустио зграду.

### III
Јозеф је након овог мучног дана поново наишао на чудан догађај. Када се враћао једног дана са посла иза једних врата зачује чудне звукове, као да је неко уздисао. Отвори врата и угледа три човека од којих су двојица градски стражари. Они му се пожале како је судски истражитељ наредио да их овај трећи ишиба јер се он жалио на њих. К. покушава уверити дотичног батинаша да их поштеди, али он га не слуша. Јозефу се смучио призор, а и бојао се да га неко тамо не затекне па се удаљио са места.
Следећег јутра помало бојажљиво одшкрине та иста врата и на своје запрепаштење угледа исти призор.

### IV
Јозеф све чешће наилази на чудне ситуације. Једног дана посећује га ујак и опомиње га да би положај у којем се тренутно налази могао негативно утицати на његову породицу. Ујак га уверава да мора узети адвоката па они одлазе до његовог познаника, адвоката Хулда.
Адвокат је на Јозефово запрепашћење упознат са целом његовом ситуацијом, односно процесом. О болешљивом и старом адвокату брине девојка по имену Лени. Јозеф се упушта одмах са њом у чудну љубавну везу, док га стриц кори јер верује да је она у вези са адвокатом.

### V
Јозеф све више размишља о својој ситуацији. Посећује адвоката који му говори да његов случај добро напредује, но К. не види никакве промене. Сумњајући да адвокат намерно отеже целу ситуацију и не ради у његову корист, К. одлучује сам да напише свој приговор. Но, приговор би требао да обухвати и најситније детаље о његовом животу. То Јозефа избацује из такта јер он и даље не зна зашто је уопште оптужен.
Све теже обавља свакодневне послове, а чак му и колеге говоре да знају све о његовом процесу. Индустријалац му говори да јави судском сликару Титорелију који му може помоћи јер зна појединости око његовог случаја. Титорели му мало помаже објашњавајући му како стоје ствари у суду. Говори му да је суд уверен у његову кривицу и да ће му бити тешко да се одбрани.
Ипак, даје му наду говорећи му да се може на суд утицати везама. Нуди му своју помоћ, али истовремено га збуњује питањем жели ли ослобађање стварно, само привидно или као процес одуговлачења. Одмах му говори да је целокупно ослобођење у његовом случају немогуће. Јозеф ускоро сазнаје да је немогуће добити и преостале две тачке и да је могуће само процес мало одгодити. Јозеф купује пар његових слика и одлази збуњен без икаквог решења.

### VI
Једне вечери Јозеф одлучи да оде код адвоката како би му отказао сарадњу. Врата му отвара човечуљак под именом Блок који му говори да је и он клијент адвоката, и то већ пуних 5 година. И он је у процесу, а говори му како је већ понешто научио и о његовој ситуацији. Говори му да ће вероватно бити осуђен због облика усана. Згрожен, Јозеф одлучи адвокату одмах отказати сарадњу. Адвокат му говори да је нестрпљив и да се са њим поступа предобро. Позива Блока и предочава му његов пример те га понижава.

### VII
Након што је дао отказ адвокату, Јозефу је стање и даље непромењено. Чак увиђа да је случај све компликованији. Једног дана, добија наређење са посла да би требао да једном Италијану покаже катедралу. Пошто се Италијан не појављује, К. улази у цркву сам.
Угледа тамо свештеника у проповедаоници и чини му се као да ће баш њему одржати проповед. Иако је већ кренуо према излазу, застане јер зачује како га свештеник зове именом. Говори му како превише очекује од туђе помоћи, посебно од жена и како то није добро за његов процес. Говори му у параболи о чувару и човеку са села. Прича му о томе како је човек са села цео живот остао пред вратима закона у ишчекивању да га уведу. Тек када је умирао речено му је да се та врата сада могу затворити. Парабола је на крају остала неразјашњена.

### VIII
Јозефов је 31. рођендан. На тај дан у његов стан долазе два човека у црним капутима. Иако се нису најавили К. седи поред врата једнако одевен и чека госте. Рекао је да зна да их очекује, као да се помирио са судбином. Није се одупирао, допустио им је да га одведу ван града до каменолома.
Зарили су му нож у срце, а задње Јозефове речи биле су „Као псето!“

## Ликови

### Јозеф К.
Јозеф К. је протагониста овог Кафкиног дела. Он је банкарски чиновник који је ухапшен на свој тридесети рођендан због нечега што ни сам не зна. Живи као подстанар и ни с ким се не дружи превише. Имао је неколико безуспешних покушаја флертовања те безначајну аферу с Лени, али у свему се чини као веома интровертна и асоцијална особа. Интелигентан је и амбициозан те се не уклапа у околину.
Иако се Јозеф К. може окарактерисати као човек који не мари за систем и закон, парадокс је да ради за систем и да се упркос невиности појављује на суђењу, а на крају и особе које су га дошле убити дочекује спремно и без одупирања. Његова стања варирају од равнодушности преко менталне парализе до бесне ароганције. Потпуно је окупиран судским процесом који је покренут против њега и више не успева да живи нормално. Почиње да сам себе анализира и критикује, верујући да је заиста крив. Могуће је да и своју пресуду, погубљење, прихвата баш из тог разлога.
Јозеф К. не верује у ништа, па тако ни у систем. Његов свет због тога постаје нестваран, а ствари које му се дешавају као да немају много везе са реалношћу. Једино у шта верује Јозеф К. јесте он сам. Чини само оно шта је корисно за њега, без свести о ономе што га окружује. Одриче се своје околине исто као што се она одриче њега па ситуација у којој се налази донекле делује попут казне за живот какав је живео.

### Остали ликови
- Госпођица Бирстнер - подстанар у истој кући где живи Јозеф К. Допушта му да је пољуби једне ноћи, али онда одбија његов напредак. К. је на крајњим страницама романа накратко уочава или некога ко на њу личи.
- Госпођица Монтаг - Пријатељица Фрау Бирстнер, она разговара са К. о прекиду његове везе са Госпођицом Бирстнер након његовог хапшења. Тврди да му може пружити увид, јер је објективна трећа страна.
- Виљем и Франц - Полицајци који једног јутра ухапсе К., али одбијају да открију злочин који је наводно починио. Касније су бичевани.
- Инспектор - Човек који води поступак у пансиону Јозефа К. како би званично обавестио К. да је ухапшен.
- Рабенштајнер, Кулих и Каминер - банкарски службеници који присуствују поступку у пансиону.
- Фрау Грубах - Власница конака у коме живи К. Она веома цени К., упркос његовом хапшењу.
- Жена на суду - У њеној кући се дешава прва пресуда К. Она тражи помоћ К. јер не жели да је злостављају судије.
- Студент - Деформисани човек који делује по налогу судије за инструкције. Биће моћан човек у будућности.
- Судија за упућивање - први судија К. У свом суђењу брка К. са зидним сликаром.
- Ујак Карл - К.-ов плаховит ујак из земље, раније његов старатељ. Сазнавши за суђење, Карл инсистира да К. ангажује Хер Хулда, адвоката.
- Хер Хулд, адвокат - К.-ов помпезни и претенциозни адвокат који пружа драгоцено мало на начин деловања, а превише на начин анегдоте.
- Лени - медицинска сестра Хер Хулда, гаји љубав према Јозефу К. и убрзо постаје његова љубавница. Показује му своју умрежену руку, што је још једна референца на мотив руке у целој књизи. Очигледно, оптужене мушкарце сматра изузетно привлачним - чињеница да су оптужени чини их неодољивима за њу.
- Алберт - директор канцеларије на двору и Хулдов пријатељ.
- Флогер - Човек који кажњава Франца и Виљема у Банци након К.-ових жалби на двојицу агената у његовој првој пресуди.
- Потпредседник - К.-ов нескривени ривал у Банци, само превише вољан да ухвати К.-а у компромитујућој ситуацији. У више наврата користи К.-ову заокупљеност суђењем да би унапредио сопствене амбиције.
- Председник - директор банке. Болесна фигура, чији положај потпредседник покушава да заузме. Добро се слаже са К., позивајући га на разне веридбе.
- Руди Блох, трговац-блок је још један оптужени човек и клијент Хулда. Његов случај је стар пет година и он је само сенка успешног трговца житом који је некада био. Сво његово време, енергија и ресурси сада су посвећени његовом случају, на штету његовог живота. Иако је унајмио пет додатних адвоката са стране, он је у потпуности и патетично подређен Хулду.
- Произвођач - Особа која чује за К.-ов случај и саветује га да види сликара који зна како функционише судски систем.
- Титорели, сликар - Титорелли је наследио положај дворског сликара од свог оца. Зна много о доласцима и дешавањима најнижег нивоа Суда. Понуди се да помогне К. и успе да истовари неколико идентичних пејзажних слика на оптуженог.
- Свештеник - затворски капелан са којим се К. сусреће у цркви. Свештеник саветује К. да његов случај иде лоше и каже му да прихвати његову судбину.
- Вратар и фармер - Ликови капеланове приче.

## Различити критички прилазиПроцесу
Књижевни критичари приступали су загонетном Кафикон делу са различитих становништва и покушавали да утврде његово значење и поруку. Међу разноврсним методолошким приступима овоме делу нарочито су карактеристични биографски, социолошки и структуралистички.

### Биографски прилаз
Биографски прилаз Кафкином делу полази од пишчеве личности и у њеним особеностима налази објашњења за тамну поруку дела.. Присталице оваквог тумачења дела узимају као веома значајне чињенице да је Кафка био писац са недовољно јасним представама о људском друштву и човековој природи, па да тако, без чврсте и научно засноване идеолошке платформе, није могао да уочи ни законитост кретања ни перспективе развитка људског друштва. Управо због тога је свет у његовом делу онако кошмарски. Сем тога, овај приступ као нарочито значајне узима и друге чињенице, што је, претпоставља се, морало изазвати у њему осаћање усамљености. Уз то, он је дуго година био притиснут теретом очеве тираније, а са веома развијеном осећањем инфериорности, он није имао снаге ни да одлучи о својој женидби. Његова неодлучност испољена је и у његовом односу према властитом делу: оно је или остало недовршено или је без коначне редакције. Поврх свега, Кафку су опсенарски опседали страхови. У свом дневнику, записима и писмима, на пример, неколико пута је записивао како осећа да неко „с највећом брзином и неком механички редовном учесталошћу забада постранце нож“ у њега.
Из овог низа података биографске природе неки критичари сматрају да Кафкином делу и не треба придавати изузетно велики значај. Писац који је свет око себе доживљавао на овакав начин, лично био оптерећен опсесијама разне врсте, а уз то без јасне идеолошке оријентације, није ни могао друкчије да доживи тај свет, па ни да га друкчије прикаже.

### Социолошки прилаз
Критичари који Кафкином делу приступају претежно са овог становништва – и у Процесу и у Замку налазе специфичан одраз човековог живота у капиталистичком друштву. Тај живот они сматрају као неразрешив конфликт.
Управљачки систем „оних горе“ ствара код обичног човека уверење о немоћи отуђењу, а уколико би појединац и покушао да се побуни против утврђеног реда ствари „група горе“ би вешто користила институције власти и судства, па у форми „велеиздајничких процеса“, специфичним методама парализовања воље окривљенога, доводила га до тога да у току бесконачног процеса, психички подривен, сам дође до убеђења да је крив.

### Структуралистички прилаз
Структуралистички прилаз полази од претпоставке да је Процес, као и остали Кафкини романи, веома сложена уметничка структура, којом је писац исказао различите мисли не само о друштву коме је припадао него и о човековој судбини уопште. Према томе, уз социолошки аспект романа, од великог је значаја и пишчева иманентна филозофска мисао, као и његова визија човекове будућности.
Прихватљиво је тумачење да је Кафка у Процесу исказао егзистанцијалистичку филозофију апсурда, и то на сасвим оригиналан начин. За разлику од Сартрових егзистанцијалистичких романа и драма, у којима се преко његових литерарних јунака експлицитно исказује егзистанцијалистичка филозофија апсурда, Кафкини јунаци нису снажни интелектуалци, већ људи који апсурд живота доживљавају као личну трагику. Кафкини јунаци нису свесни апсурда живота нити о томе могу да филозофски суде и размишљају. Кафкин Јозеф К. „пререфлексивно доживљује апсурд живота“ и зато мисли и осећа као човек који се непосредно налази у апсурдном животном кошмару и који је и сам део тог кошмара.
Целокупно Кафкино дело, ипак, као да сугерира једну драгоцену мисао: човек се неће осећати усамљеним кривцем у сложеним међуљудским односима једино ако постане свестан – да је сам градитељ живота.

## Процес као шаљива прича
Према Кафкиним пријатељима, неколико пута се наглас насмејао читајући из своје књиге. Стога је разумно потражити шаљиве аспекте у Процесу упркос његовој мрачној и озбиљној суштини.
Овом феномену бави се и биограф Кафке, Рајнер Стах: Процес „је језиво у целости, али комично у детаљима“. Судије читају порнографске часописе уместо правних књига и шаљу по жене као да наручују сјајни оброк на тацни. Џелати изгледају као остарели тенори. Због рупе на поду једне од судница, нога адвоката с времена на време стрчи у доњу собу.

## Филмске адаптације
У филмској адаптацији Орсона Велса из 1962. године Јозефа К. глуми Ентони Перкинс, а адвоката Велс.
Филм Мартина Скорсезеа из 1985. У ситне сате садржи сцену адаптирану из филма „Before the Law“, у којој главни јунак покушава да уђе у ноћни клуб по имену Club Berlin.
Филм Процес из 1993. заснован је на сценарију Харолда Пинтера, а у њему су глумили Кајл Маклаклан као Јозеф К. и Ентони Хопкинс као Свештеник.
У научно-фантастичном филму из 2017. године Блејд ранер 2049. налази се главни јунак по имену Официр К, који се назива „Јое“.